# Rhipsalis

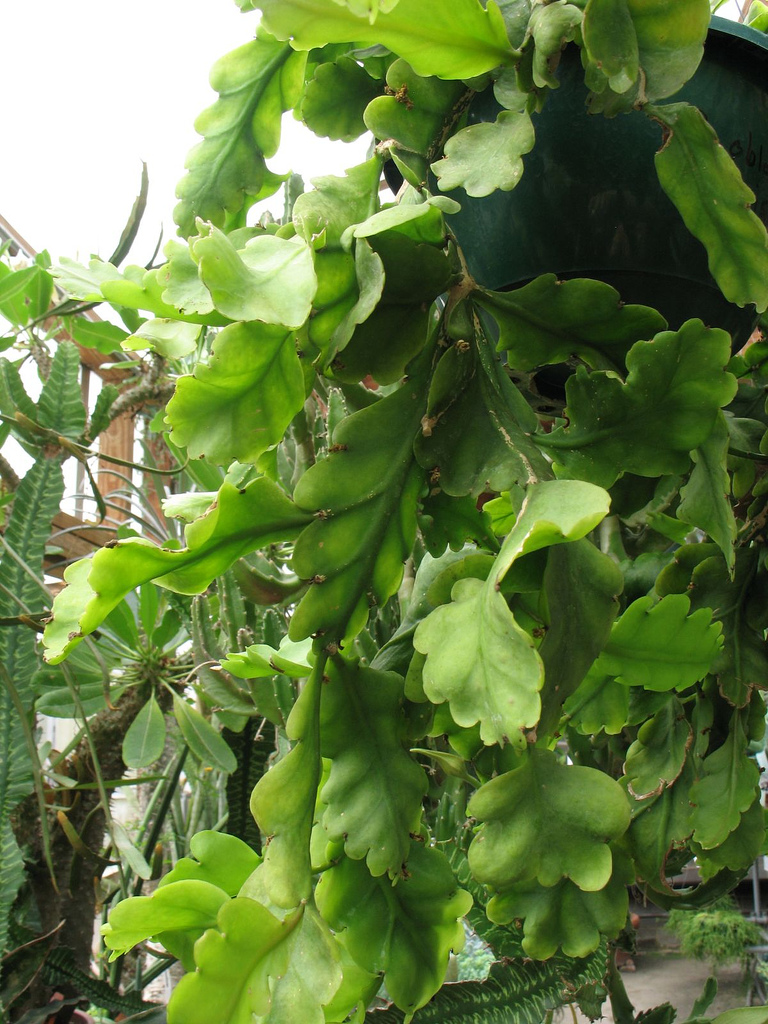
Triebe von Rhipsalis oblonga

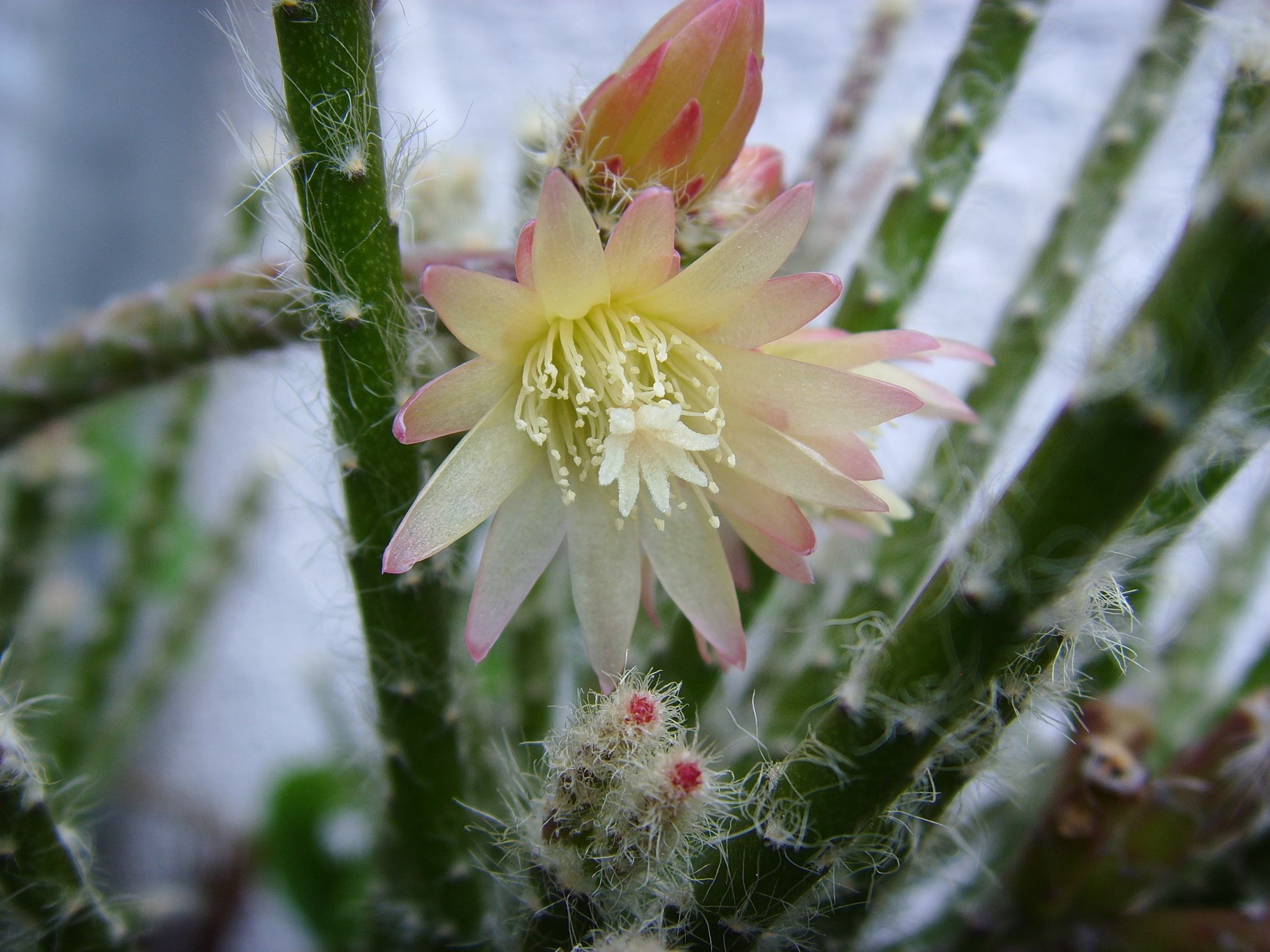
Rhipsalis pilocarpa, Blüten und junge Austriebe

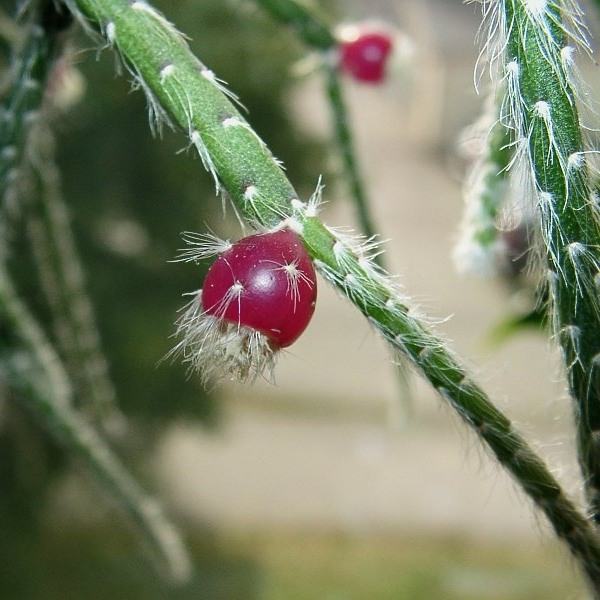
Rhipsalis pilocarpa, reife Frucht

Rhipsalis ist eine Pflanzengattung aus der Familie der Kakteengewächse (Cactaceae). Der botanische Name der Gattung leitet sich vom griechischen Substantiv rhips für ‚Weidenrute‘, ‚Weidengeflecht‘ ab und verweist auf die verzweigten und ineinander verwobenen dünnen Triebe.
Mit Rhipsalis baccifera enthält die Gattung die einzige Kakteenart, die außerhalb Amerikas verbreitet ist. Die meisten Arten sind im Osten Brasiliens im atlantischen Regenwald heimisch. Rhipsalis ist die umfangreichste Gattung mit epiphytisch wachsenden Kakteen.

## Beschreibung

### Vegetative Merkmale
Die Arten der Gattung Rhipsalis wachsen strauchig epiphytisch oder selten lithophytisch mit meist hängenden Trieben. Die häufig dimorphen segmentierten Triebe sind zylindrisch und meistens drehrund aber gelegentlich auch kantig, gerippt oder flach. Neue Triebe erscheinen fast immer im Bereich der Triebspitzen älterer Triebe (akrotone Verzweigung). Die Areolen sind klein, Dornen fehlen meistens.

### Generative Merkmale
Die kleinen, in der Regel weißen Blüten sind radförmig und öffnen sich am Tag. Ihr Perikarpell ist drehrund und meist kahl, selten aber auch mit weichen Borsten besetzt. Die Blütenröhre ist sehr kurz oder fehlt ganz.
Die kleinen, beerenartigen Früchte sind kahl und enthalten glänzend schwarzbraune, glatte Samen in meist klebrig-schleimiger Hülle. Für sie ist Ausbreitung durch Vögel anzunehmen.

### Genetik
Die Basischromosomenzahl der Gattung entspricht mit {\displaystyle x=11} der aller Kakteengewächse.

## Verbreitung
Die Gattung Rhipsalis ist in den gesamten Tropen des amerikanischen Kontinents und der Karibik, überwiegend jedoch im Osten Brasiliens, verbreitet. Als einzige Art ist Rhipsalis baccifera auch im tropischen Afrika von Madagaskar bis nach Sri Lanka auf Inseln im Indischen Ozean heimisch.

## Systematik

### Äußere Systematik
Rhipsalis wird innerhalb der Familie der Kakteengewächse in die Tribus Rhipsalideae eingeordnet. Phylogenetische Untersuchungen bestätigten die Monophylie der Gattung und die Einordnung in die Tribus Rhipsalideae. In einer von Nadja Korotkova und anderen Ende 2011 veröffentlichten Studie ergaben sich folgende Verwandtschaftsverhältnisse innerhalb der Tribus Rhipsalideae:
|  | \| \| Rhipsalis \| \| \| \| \| \| Lepismium \| \| \| \| |
|  |                                                         |
|  | Rhipsalidopsis (wieder anerkannt)                       |
|  |                                                         |
|  | Rhipsalis                                               |
|  |                                                         |
|  | Lepismium                                               |
|  |                                                         |

|  | Rhipsalis |
|  |           |
|  | Lepismium |
|  |           |

|  | \| \| Rhipsalis \| \| \| \| \| \| Lepismium \| \| \| \| |
|  |                                                         |
|  | Rhipsalidopsis (wieder anerkannt)                       |
|  |                                                         |
|  | Rhipsalis                                               |
|  |                                                         |
|  | Lepismium                                               |
|  |                                                         |

|  | Rhipsalis |
|  |           |
|  | Lepismium |
|  |           |

|  | \| \| Rhipsalis \| \| \| \| \| \| Lepismium \| \| \| \| |
|  |                                                         |
|  | Rhipsalidopsis (wieder anerkannt)                       |
|  |                                                         |
|  | Rhipsalis                                               |
|  |                                                         |
|  | Lepismium                                               |
|  |                                                         |

|  | Rhipsalis |
|  |           |
|  | Lepismium |
|  |           |

|  | \| \| Rhipsalis \| \| \| \| \| \| Lepismium \| \| \| \| |
|  |                                                         |
|  | Rhipsalidopsis (wieder anerkannt)                       |
|  |                                                         |
|  | Rhipsalis                                               |
|  |                                                         |
|  | Lepismium                                               |
|  |                                                         |

|  | Rhipsalis |
|  |           |
|  | Lepismium |
|  |           |

### Innere Systematik
Die Erstbeschreibung der Gattung wurde 1788 von Joseph Gärtner veröffentlicht. Die Typusart der Gattung ist Rhipsalis cassutha.

#### Systematik nach N.Korotkova et al. (2021)
Die Gattung umfasst folgenden Arten:
- Rhipsalis agudoensis N.P.Taylor
- Rhipsalis aurea M.F.Freitas & J.M.A.Braga
- Rhipsalis baccifera (Sol. ex J.S.Muell.) Stearn
  - Rhipsalis baccifera subsp. baccifera
  - Rhipsalis baccifera subsp. cleistogama M.Kessler, Ibisch & Barthlott
  - Rhipsalis baccifera subsp. erythrocarpa (K.Schum.) Barthlott
  - Rhipsalis baccifera subsp. horrida (Baker) Barthlott
  - Rhipsalis baccifera subsp. mauritiana (DC.) Barthlott
- Rhipsalis barthlottii Ralf Bauer & N.Korotkova
- Rhipsalis burchellii Britton & Rose
- Rhipsalis campos-portoana Loefgr.
- Rhipsalis cereoides (Backeb. & Voll) Backeb.
- Rhipsalis cereuscula Haw.
- Rhipsalis clavata F.A.C.Weber
  - Rhipsalis clavata f. clavata
  - Rhipsalis clavata f. delicatula (Loefgr.) Barthlott & N.P.Taylor
- Rhipsalis crispata (Haw.) Pfeiff.
- Rhipsalis cuneata Britton & Rose
  - Rhipsalis cuneata subsp. australis Ralf Bauer
  - Rhipsalis cuneata subsp. cuneata
- Rhipsalis dissimilis (G.Lindb.) K.Schum.
  - Rhipsalis dissimilis f. dissimilis
  - Rhipsalis dissimilis f. epiphyllanthoides (Backeb.) Barthlott & N.P.Taylor
- Rhipsalis elliptica G.Lindb. ex K.Schum.
- Rhipsalis ewaldiana Barthlott & N.P.Taylor
- Rhipsalis flagelliformis N.P.Taylor & Zappi
- Rhipsalis floccosa Salm-Dyck ex Pfeiff.
  - Rhipsalis floccosa subsp. floccosa
  - Rhipsalis floccosa subsp. hohenauensis (F.Ritter) Barthlott & N.P.Taylor
  - Rhipsalis floccosa subsp. oreophila N.P.Taylor & Zappi
  - Rhipsalis floccosa subsp. pulvinigera (G.Lindb.) Barthlott & N.P.Taylor
- Rhipsalis goebeliana Backeb.
- Rhipsalis grandiflora Haw.
- Rhipsalis hileiabaiana (N.P.Taylor & Barthlott) Barthlott & N.Korotkova ≡ Rhipsalis baccifera subsp. hileiabaiana N.P.Taylor & Barthlott
- Rhipsalis hoelleri Barthlott & N.P.Taylor
- Rhipsalis juengeri Barthlott & N.P.Taylor
- Rhipsalis lindbergiana K.Schum.
- Rhipsalis mesembryanthemoides Haw.
- Rhipsalis micrantha (Kunth) DC.
  - Rhipsalis micrantha f. kirbergii (Barthlott) Süpplie
  - Rhipsalis micrantha f. micrantha
  - Rhipsalis micrantha f. rauhiorum (Barthlott) Süpplie
- Rhipsalis neves-armondii K.Schum.
  - Rhipsalis neves-armondii f. megalantha (Loefgr.) Barthlott & N.P.Taylor
  - Rhipsalis neves-armondii f. neves-armondii
- Rhipsalis oblonga Loefgr.
- Rhipsalis occidentalis Barthlott & Rauh
- Rhipsalis olivifera N.P.Taylor & Zappi
- Rhipsalis ormindoi N.P.Taylor & Zappi
- Rhipsalis pacheco-leonis Loefgr.
  - Rhipsalis pacheco-leonis subsp. catenulata (Kimnach) Barthlott & N.P.Taylor
  - Rhipsalis pacheco-leonis subsp. pacheco-leonis
- Rhipsalis pachyptera Pfeiff.
- Rhipsalis paradoxa (Salm-Dyck ex Pfeiff.) Salm-Dyck
  - Rhipsalis paradoxa subsp. paradoxa
  - Rhipsalis paradoxa subsp. septentrionalis N.P.Taylor & Barthlott
- Rhipsalis pentaptera Pfeiff. ex A.Dietr.
- Rhipsalis pilocarpa Loefgr.
- Rhipsalis pittieri Britton & Rose ≡ Rhipsalis floccosa subsp. pittieri (Britton & Rose) Barthlott & N.P.Taylor
- Rhipsalis pulchra Loefgr.
- Rhipsalis puniceodiscus G.Lindb.
- Rhipsalis rhombea (Salm-Dyck) Pfeiff.
- Rhipsalis russellii Britton & Rose
- Rhipsalis shaferi Britton & Rose ≡ Rhipsalis baccifera subsp. shaferi (Britton & Rose) Barthlott & N.P.Taylor
- Rhipsalis sulcata F.A.C.Weber
- Rhipsalis teres (Vell.) Steud.
  - Rhipsalis teres f. capilliformis (F.A.C.Weber) Barthlott & N.P.Taylor
  - Rhipsalis teres f. heteroclada (Britton & Rose) Barthlott & N.P.Taylor
  - Rhipsalis teres f. prismatica (Lem.) Barthlott & N.P.Taylor
  - Rhipsalis teres f. teres
- Rhipsalis triangularis Werderm.
- Rhipsalis trigonoides (Doweld) N.Korotkova =? Rhipsalis trigona Pfeiff.
- Rhipsalis tucumanensis F.A.C.Weber ≡ Rhipsalis floccosa subsp. tucumanensis (F.A.C.Weber) Barthlott & N.P.Taylor

Synonyme der Gattung sind Cassytha Mill. (1768, nom. illeg.), Erythrorhipsalis A.Berger (1920), Hylorhipsalis Doweld (2002) und Hariota Adans. (1763, nom. rej.).

#### Systematik nach Calvente (2012)
Die Gattung umfasst folgenden Arten:
- Untergattung Rhipsalis
  - Rhipsalis agudoensis N.P.Taylor
  - Rhipsalis baccifera (Mill.) Stearn
  - Rhipsalis cereoides (Backeb. & Voll) Backeb.
  - Rhipsalis crispata (Haw.) Pfeiff.
  - Rhipsalis crispimarginata Loefgr.
  - Rhipsalis cuneata Britton & Rose
  - Rhipsalis elliptica G.Lindb. ex K.Schum.
  - Rhipsalis ewaldiana Barthlott & N.P.Taylor
  - Rhipsalis goebeliana Backeb.
  - Rhipsalis grandiflora Haw.
  - Rhipsalis hileiabaiana (N.P.Taylor & Barthlott) N.Korotkova & Barthlott
  - Rhipsalis lindbergiana K.Schum.
  - Rhipsalis mesembryanthemoides Haw.
  - Rhipsalis micrantha (Kunth) DC.
  - Rhipsalis oblonga Loefgr.
  - Rhipsalis olivifera N.P.Taylor & Zappi
  - Rhipsalis pachyptera Pfeiff.
  - Rhipsalis pentaptera A.Dietr.
  - Rhipsalis russellii Britton & Rose
  - Rhipsalis shaferi Britton & Rose
  - Rhipsalis sulcata F.A.C.Weber
  - Rhipsalis teres (Vell.) Steud.
  - Rhipsalis triangularis Werderm.
- Untergattung Erythrorhipsalis A.Berger
  - Rhipsalis aurea M.F.Freitas & J.M.A.Braga
  - Rhipsalis burchellii Britton & Rose
  - Rhipsalis campos-portoana Loefgr.
  - Rhipsalis clavata F.A.C.Weber
  - Rhipsalis juengeri Barthlott & N.P.Taylor
  - Rhipsalis ormindoi N.P.Taylor & Zappi
  - Rhipsalis pulchra Loefgr.
  - Rhipsalis cereuscula Haw.
  - Rhipsalis pilocarpa Loefgr.
- Untergattung Calamorhipsalis K.Schum.
  - Rhipsalis dissimilis (G.Lindb.) K.Schum.
  - Rhipsalis floccosa Salm-Dyck ex Pfeiff.
  - Rhipsalis hoelleri Barthlott & N.P.Taylor
  - Rhipsalis neves-armondii K.Schum.
  - Rhipsalis pacheco-leonis Loefgr.
  - Rhipsalis paradoxa (Salm-Dyck ex Pfeiff.) Salm-Dyck
  - Rhipsalis puniceodiscus G.Lindb.
  - Rhipsalis trigona Pfeiff.

#### Systematik nach Anderson/Eggli (2005)
Nach Wilhelm Barthlott und Nigel Paul Taylor wird die Gattung in fünf Untergattungen unterteilt und umfasst die folgenden Arten:
- Untergattung Calamorphipsalis K.Schum.
  - Rhipsalis hoelleri Barthlott & N.P.Taylor
  - Rhipsalis neves-armondii K.Schum.
  - Rhipsalis puniceodiscus G.Lindb.

- Untergattung Epallagonium K.Schum.
  - Rhipsalis dissimilis (G.Lindb.) K.Schum.
  - Rhipsalis floccosa Salm-Dyck ex Pfeiff.
    - Rhipsalis floccosa subsp. floccosa
    - Rhipsalis floccosa subsp. hohenauensis (F.Ritter) Barthlott & N.P.Taylor
    - Rhipsalis floccosa subsp. oreophila N.P.Taylor & Zappi
    - Rhipsalis floccosa subsp. pittieri (Britton & Rose) Barthlott & N.P.Taylor ≡ Rhipsalis pittieri Britton & Rose
    - Rhipsalis floccosa subsp. pulvinigera (G.Lindb.) Barthlott & N.P.Taylor
    - Rhipsalis floccosa subsp. tucumanensis (F.A.C.Weber) Barthlott & N.P.Taylor ≡ Rhipsalis tucumanensis F.A.C.Weber

  - Rhipsalis pacheco-leonis Loefgr.
    - Rhipsalis pacheco-leonis subsp. pacheco-leonis
    - Rhipsalis pacheco-leonis subsp. catenulata (Kimnach) Barthlott & N.P.Taylor

  - Rhipsalis paradoxa (Salm-Dyck ex Pfeiff.) Salm-Dyck
    - Rhipsalis paradoxa subsp. paradoxa
    - Rhipsalis paradoxa subsp. septentrionalis N.P.Taylor & Barthlott

  - Rhipsalis pentaptera A.Dietr.
  - Rhipsalis sulcata F.A.C.Weber
  - Rhipsalis trigona Pfeiff. =? Rhipsalis trigonoides (Doweld) N.Korotkova

- Untergattung Phyllarthrorhipsalis Buxb.
  - Rhipsalis agudoensis N.P.Taylor
  - Rhipsalis cereoides (Backeb. & Voll) Backeb.
  - Rhipsalis crispata (Haw.) Pfeiff.
  - Rhipsalis cuneata Britton & Rose
  - Rhipsalis elliptica G.Lindb. ex K.Schum.
  - Rhipsalis goebeliana Backeb.
  - Rhipsalis micrantha (Kunth) DC.
  - Rhipsalis oblonga Loefgr.
  - Rhipsalis occidentalis Britton & Rose
  - Rhipsalis olivifera N.P.Taylor & Zappi
  - Rhipsalis pachyptera Pfeiff.
  - Rhipsalis russellii Britton & Rose

- Untergattung Rhipsalis
  - Rhipsalis baccifera (J.S.Muell.) Stearn
    - Rhipsalis baccifera subsp. baccifera
    - Rhipsalis baccifera subsp. cleistogama M.Kessler & al.
    - Rhipsalis baccifera subsp. erythrocarpa (K.Schum.) Barthlott
    - Rhipsalis baccifera subsp. hileiabaiana N.P.Taylor & Barthlott ≡ Rhipsalis hileiabaiana (N.P.Taylor & Barthlott) Barthlott & N.Korotkova
    - Rhipsalis baccifera subsp. horrida (Baker) Barthlott
    - Rhipsalis baccifera subsp. mauritiana (DC.) Barthlott
    - Rhipsalis baccifera subsp. shaferi (Britton & Rose) Barthlott & N.P.Taylor ≡ Rhipsalis shaferi Britton & Rose

  - Rhipsalis ewaldiana Barthlott & N.P.Taylor
  - Rhipsalis grandiflora Haw.
  - Rhipsalis lindbergiana K.Schum.
  - Rhipsalis mesembryanthemoides Haw.
  - Rhipsalis teres (Vell.) Steud.

- Untergattung Erythrorhipsalis A.Berger
  - Rhipsalis burchellii Britton & Rose
  - Rhipsalis campos-portoana Loefgr.
  - Rhipsalis cereuscula Haw.
  - Rhipsalis clavata F.A.C.Weber
  - Rhipsalis juengeri Barthlott & N.P.Taylor
  - Rhipsalis ormindoi N.P.Taylor & Zappi
  - Rhipsalis pilocarpa Loefgr.
  - Rhipsalis pulchra Loefgr.

Synonyme der Gattung sind Hariota Adans. (1763), Erythrorhipsalis A.Berger (1920) und Hylorhipsalis Doweld (2002).

## Botanische Geschichte

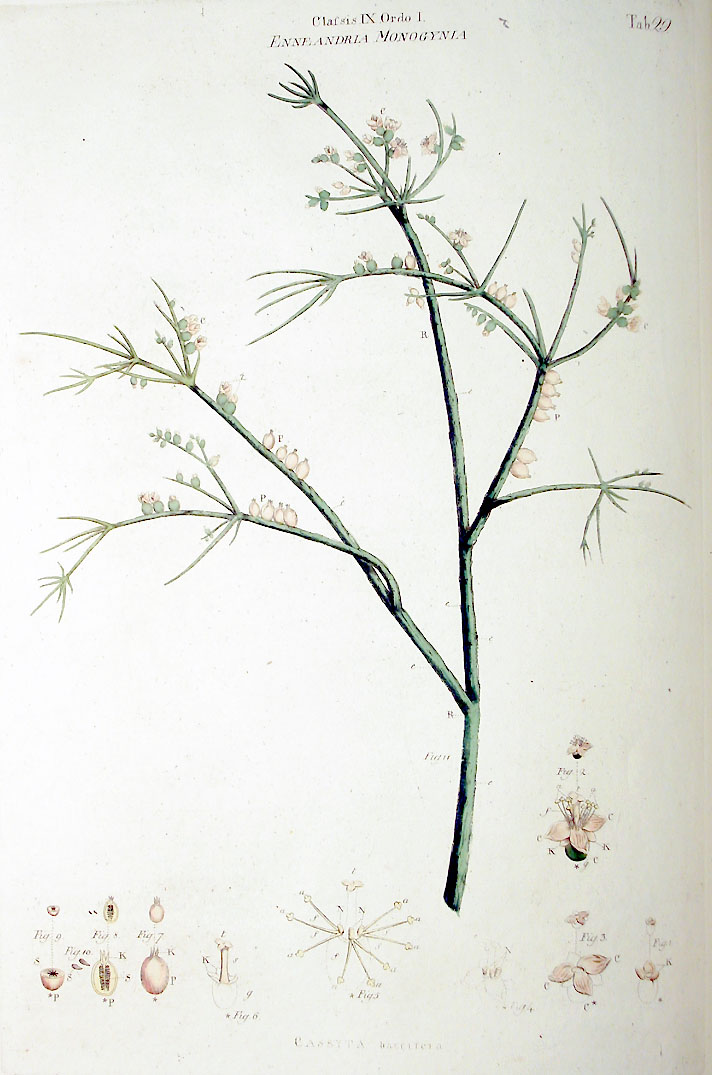
Cassyta baccifera. Tafel 29 aus der Erstbeschreibung durch Johann Sebastian Mueller von 1771.

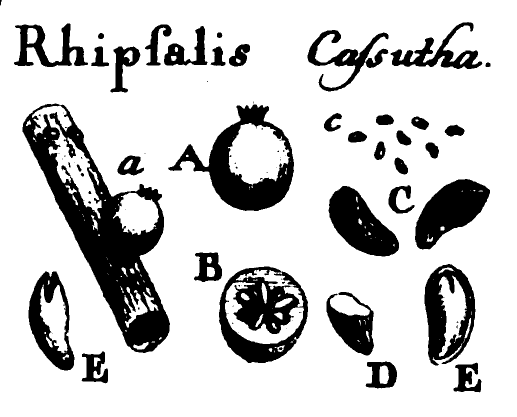
Abbildung der Früchte und Samen von Rhipsalis cassytha 1788.

### Entwicklung der Systematik
1771 wurde durch Johann Sebastian Mueller die erste Art der Gattung Rhipsalis beschrieben. Mueller ordnete sie jedoch in die Gattung Cassytha aus der Familie der Lorbeergewächse (Lauraceae) ein und gab ihr den botanischen Namen Cassyta baccifera. Siebzehn Jahre später erkannte Joseph Gärtner, dass die Art eine eigenständige Gattung repräsentiert und beschrieb für sie die neue Gattung Rhipsalis. Muellers Art erhielt den neuen Namen Rhipsalis cassytha. Nach den Regeln des Internationalen Codes der Botanischen Nomenklatur war Gärtners Vorgehen jedoch nicht legitim, da er das Artepitheton geändert hatte, obwohl seine Beschreibung auf dem gleichen Typusmaterial beruhte wie Muellers Erstbeschreibung. William Thomas Stearn korrigierte 1939 daher den Artnamen in Rhipsalis baccifera.
1828 waren Augustin-Pyrame de Candolle sieben Arten bekannt. Ludwig Georg Karl Pfeiffer ordnete 1837 die von ihm aufgeführten 16 Arten nach der Form der Triebe in die vier Reihen Alatae (Geflügelte), Angulosae (Kantige), Teretes (Stielrunde) und Articuliferae (Gliedertragende) ein und schuf die erste infragenerische Klassifikation.
Wilhelm Barthlott und Nigel Paul Taylor gliederten die Gattung 1995 in die fünf Untergattungen Calamorphipsalis, Epallagonium, Erythrorhipsalis, Phyllarthrorhipsalis und Rhipsalis. Alice Calvente erkennt 2012 nur die Untergattungen Calamorphipsalis, Erythrorhipsalis und Rhipsalis an.

### Konservierung des Gattungsnamens
Einem Vorschlag von Hermann August Theodor Harms und weiteren Botanikern folgend wurde 1904 eine Liste von Gattungsnamen veröffentlicht, die entgegen dem unter den Botaniker akzeptierten Prioritätsprinzip aufgrund ihrer Verbreitung als „nomen conservandum“ bewahrt werden sollten. Unter den von Harms empfohlenen Gattungsnamen befand sich auch die Gattung Rhipsalis, da der von Michel Adanson 1763 aufgestellte Gattungsname Hariota eigentlich Priorität gehabt hätte.
Harms Liste fand Eingang in die dem 1905 in Wien tagenden Zweiten Internationalen Botanischen Kongress zur Annahme unterbreiteten Vorschläge und wurde vom Kongress angenommen. In Vorbereitung auf den 1930 in Cambridge stattfindenden Internationalen Botanischen Kongress wurde die Liste der „Nomina Generica Conservanda“ durch Mary Letitia Green (1886–1978) um die Angabe der Typusart ergänzt. Durch den Tod von John Isaac Briquet erschien der offizielle Text erst im Februar 1935. 1960 wurde schließlich der von Michel Adanson publizierte Name endgültig durch Harold William Rickett (1896–1989) und Frans Antonie Stafleu zurückgewiesen.

## Gefährdung
Im Anhang I des Washingtoner Artenschutz-Übereinkommens sind keine Arten der Gattung Rhipsalis enthalten.
In der Roten Liste gefährdeter Arten der IUCN sind hingegen zehn Arten beziehungsweise Unterarten mit unterschiedlichem Bedrohungsstatus aufgeführt. Rhipsalis paradoxa subsp. septentrionalis gilt als stark gefährdet. Als gefährdet eingestuft sind Rhipsalis baccifera subsp. hileiabaiana, Rhipsalis cereoides, Rhipsalis crispata, Rhipsalis pilocarpa und Rhipsalis russellii. Potenziell gefährdet ist Rhipsalis oblonga. Als nicht gefährdet gelten Rhipsalis elliptica, Rhipsalis floccosa und Rhipsalis paradoxa. Für die Einschätzung des Gefährdungsgrades von Rhipsalis hoelleri, Rhipsalis pacheco-leonis und Rhipsalis sulcata liegen keine ausreichenden Daten vor.

## Nachweise